# Gotthold Schlusser

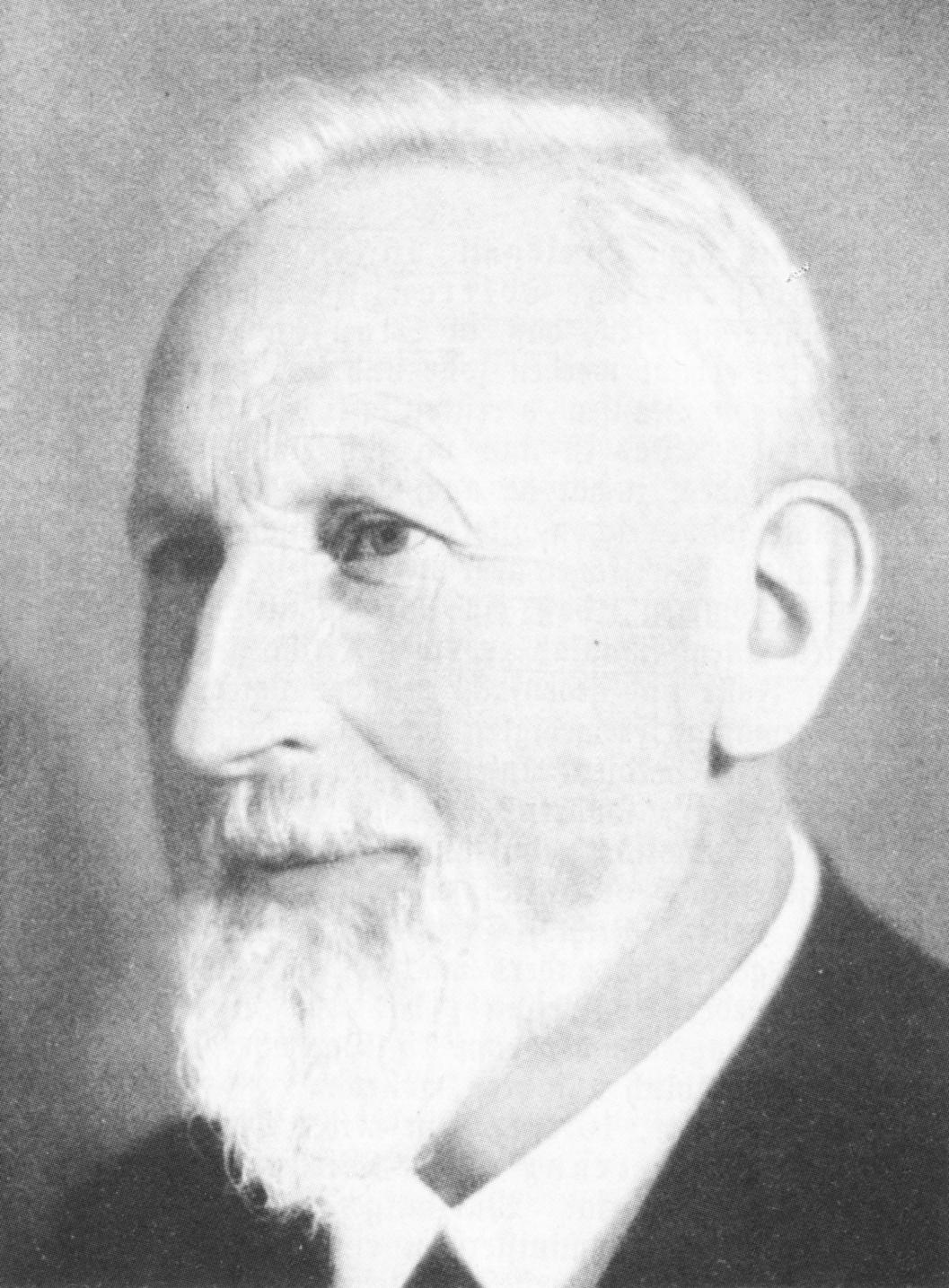
Pfarrer Gotthold Schlusser

Gotthold Theodor Schlusser (* 25. Juni 1865 in Sandhofen; † 18. März 1940 in Sulzburg) war langjähriger evangelischer Pfarrer in Gallenweiler, Auggen und Weil am Rhein. Zudem wirkte er im Markgräflerland als Heimatforscher und Schriftsteller.

## Leben
Schlusser wurde als Sohn des Pfarrers von Sandhofen, Jakob Schlusser, geboren. Er begann seine höhere Schulausbildung auf dem Gymnasium 1878 in Heilbronn, wo er mit 17 Jahren die Hochschulreife erlangte. Das Theologiestudium absolvierte er in acht Semestern an den Universitäten Heidelberg, Erlangen, Berlin und Bonn. Mit 21 Jahren war er bereits Vikar und trat seine erste Stelle bei seinem Vater in Sandhofen an. Weitere Stationen waren Mannheim, Schollbrunn, Eberbach, Villingen, Furtwangen und Freiburg im Breisgau. 1892 wurde er zum Pfarrer in Gallenweiler gewählt, von wo aus er die in der Diaspora lebenden Evangelischen in fünfzehn überwiegend ländlichen Gemeinden betreute. Im selben Jahr heiratete er Emma Luise Behagel. Von 1899 bis 1910 war er Pfarrer in Auggen, von 1910 bis zu seiner Pensionierung 1926 Pfarrer in Weil am Rhein.
Von 1911 bis 1926 gab er vierteljährlich den Evangelischen Gemeindeboten heraus, in dem er als Zeitzeuge auch die Auswirkungen des Ersten Weltkrieges auf die Menschen in Weil am Rhein beschrieb. Diese Aufzeichnungen bildeten 2014/2015 die Grundlage für eine Ausstellung in Weil am Rhein zur Erinnerung an den Beginn des Ersten Weltkrieges vor 100 Jahren.
Seine soziale Tätigkeit während der Kriegs- und Nachkriegsjahre beschrieb Schlusser in dem erst 1939 publizierten Buch Liebessieg in Kriegsnot. Hilfswerke eines evangelischen Pfarrerhauses vom Oberrhein im Krieg 1914–1918. In dem 1923 veröffentlichten Werk Kriegsgedenkblätter aus Weil 1914–1919 gab er eine Lebensbeschreibung der im Weltkrieg gefallenen evangelischen Gemeindemitglieder seiner Gemeinde.
Er betrieb 1912/1913 den Bau des evangelischen Gemeindehauses in Weil, den er selbst auch – zinslos – vorfinanzierte, und initiierte kurz vor seiner Pensionierung noch den Bau eines Gemeindehauses in Weil-Friedlingen.
Nach seiner Pensionierung wurde Schlusser noch zum Kirchenrat befördert. Seinen Lebensabend verbrachte er in Sulzburg. Er kümmerte sich um sozial Benachteiligte und Trinker. 1930 gründete er in Staufen im Breisgau ein Heim für Landstreicher.
Nach einer Magenoperation 1939 verstarb Schlusser am 18. März 1940 an einem Gehirnschlag.

### Der Heimatforscher
Schlusser war eines der acht Gründungsmitglieder der am 3. April 1929 gegründeten Arbeitsgemeinschaft zur Pflege der Heimatgeschichte des Markgräflerlandes. Bereits 1909 hatte er eine Arbeit über den Auggener Pfarrer Jeremias Gmelin veröffentlicht. In der Zeitschrift Das Markgräflerland erschien 1929/1930 seine Arbeit Die Alemannen vor 1580 Jahren.

### Gedenken
Im Norden der Kernstadt von Weil am Rhein, in einem Wohngebiet südlich des Vitra-Geländes erinnert der Gotthold-Schlusser-Weg (▼) an den ehemaligen Pfarrer.

## Schriften
- Sonntags-Betrachtungen. Evangelischer Verlag Heidelberg 1901.
- Liebessieg in Kriegsnot. Hilfswerke eines evangelischen Pfarrerhauses vom Oberrhein im Krieg 1914–1918. Evangelischer Verlag, Heidelberg 1939. Internet Archive
- Pfarrer Jeremias Gmelin zu Auggen (1613–1698). Ein Bild aus dem Markgräflerland nach dem Dreissigjährigen Krieg, J. Bielefeld, Freiburg im Breisgau, 1909.
- Kriegsgedenkblätter aus Weil 1914–1919. J. Bielefeld, Freiburg im Breisgau, 1923.
- Die Alemannen vor 1580 Jahren. In: Das Markgräflerland, 1. Jg. 1930, Heft 2, S. 54–59 Digitalisat
- Die Alemannen vor 1580 Jahren. Nachtrag In: Das Markgräflerland, 1. Jg. 1930, Heft 4, S. 106–107 Digitalisat